# Ichthyomys tweedii
Ichthyomys tweedii es una especie de roedor de la familia Cricetidae. Se alimenta de invertebrados de agua dulce, como los cangrejo.

## Distribución geográfica
Se encuentra en el oeste de Ecuador y el centro de Panamá.

## Hábitat
La especie se encuentra en bosque de altura  y bosque nublado, o bosque secundario; las especies de este género son nocturnos, terrestres y semiacuático.